# واين كاريو
واين كاريو هو شخصية أعمال وسياسي كندي، ولد في 1947. نشط حزبياً في الحزب الليبرالي في جزيرة الأمير إدوارد ‏.